# ジョゼフ・シナール

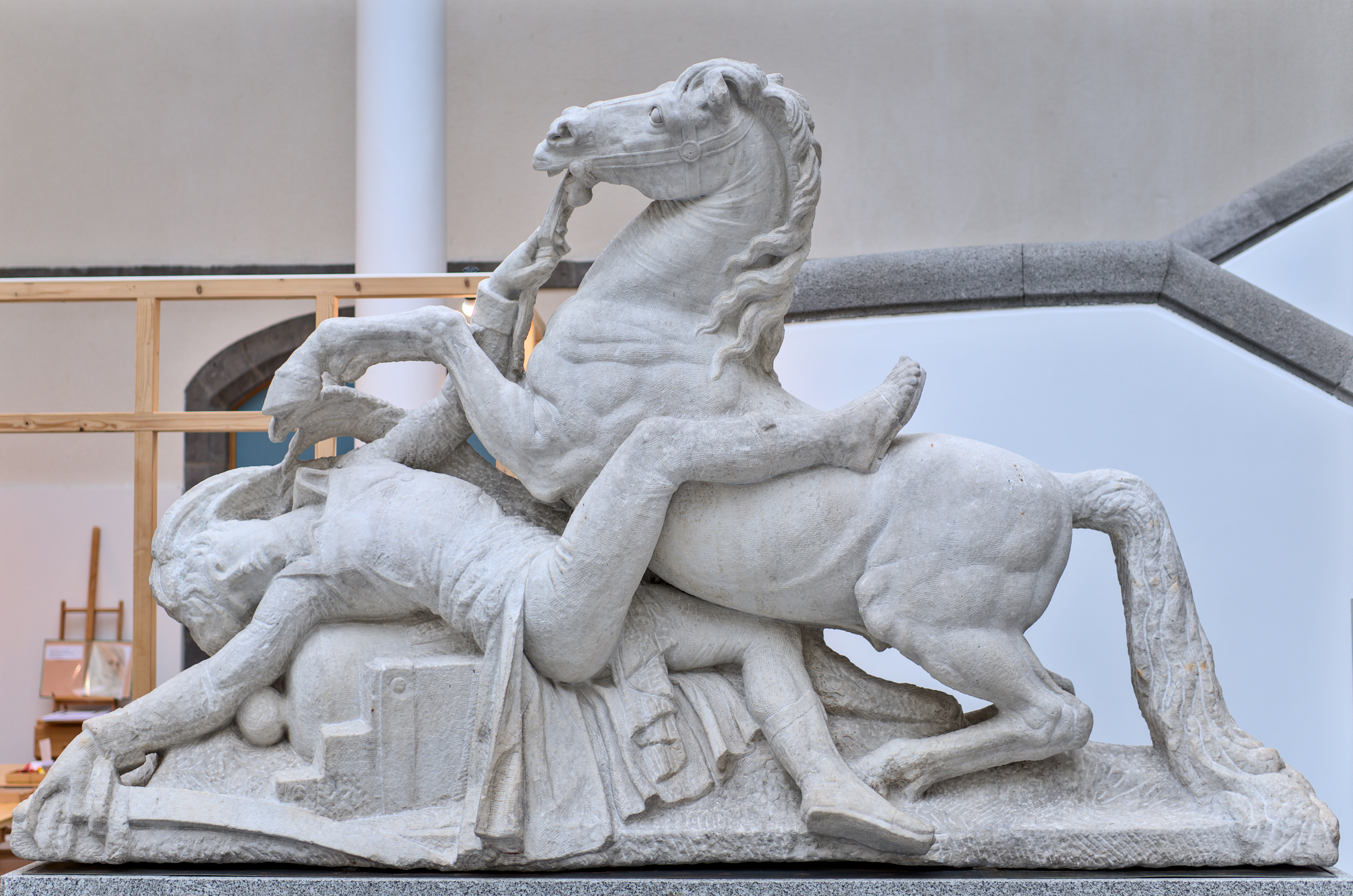
ジョゼフ・シナール作「ドゼー将軍の死」、ロジェ･キリオ美術館蔵

ジョゼフ・シナール（Joseph Chinard、1756年2月12日 - 1813年6月20日）は、フランスの彫刻家である。フランス革命期の人物で、ローマやリヨンで活動した。

## 略歴
リヨンで生まれた。1770年からリヨンの王立絵画学校で画家のドナシャン・ノノット（1708-1785）に学んだ。その後、リヨンの彫刻家のブレーズ・バルテルミー（Blaise Barthélémy: 1738-1819）の弟子になった。リヨンの教会などのために彫刻を制作し、シナールの才能は注目され、地元のパトロンから支援を受けて1784年から1787年の間はローマで修行した。ローマでは古代彫刻の複製を制作して修行し、1786年にローマの芸術家アカデミーであるアカデミア・ディ・サン・ルカから賞を受けた。
1789年からフランス革命が始まると、シナールは革命を歓迎し、その影響を受けて、保守的なローマで「ジャコバン派」の彫刻を制作し、その革命に対する言動を理由に教皇庁に逮捕され、6か月間投獄された後、ローマから追放される処分を受けた。
革命中のリヨンで、革命政府に味方し、市政府から依頼を受けて巨大彫刻「自由の寓意」を制作し、他の革命的な休日にも装飾者として参加しました。
1791年に再びローマに旅し、革命を賞賛する作品を制作し、教皇の命令によりサンタンジェロ城の地下室に再び投獄され、アカデミア・ディ・サン・ルカを除名された。1792年12月に釈放されるとフランスに送還されディジョンに移った。
ディジョンで働くうち、1799年のナポレオン・ボナパルトのクーデターが起きると、シナールはナポレオンの側につくようになり、1800年からリヨン芸術アカデミーの会員となった。ナポレオンが皇帝であった時代は、リヨン、ボルドー、マルセイユ、パリなどで働き、ナポレオン軍によるローマの占領の数年の間に、ローマも訪れた。1807年1月からリヨン帝国美術学校と改名されたリヨンの絵画学校の教師を務め、ナポレオンに任命された新貴族や皇帝一家の肖像彫刻家として活躍した。
1813年7月にリヨンで亡くなった。没後程なくナポレオン1世が退位し、フランス復古王政の時代になるとシナールの作品のいくつかは破壊された。

## 作品

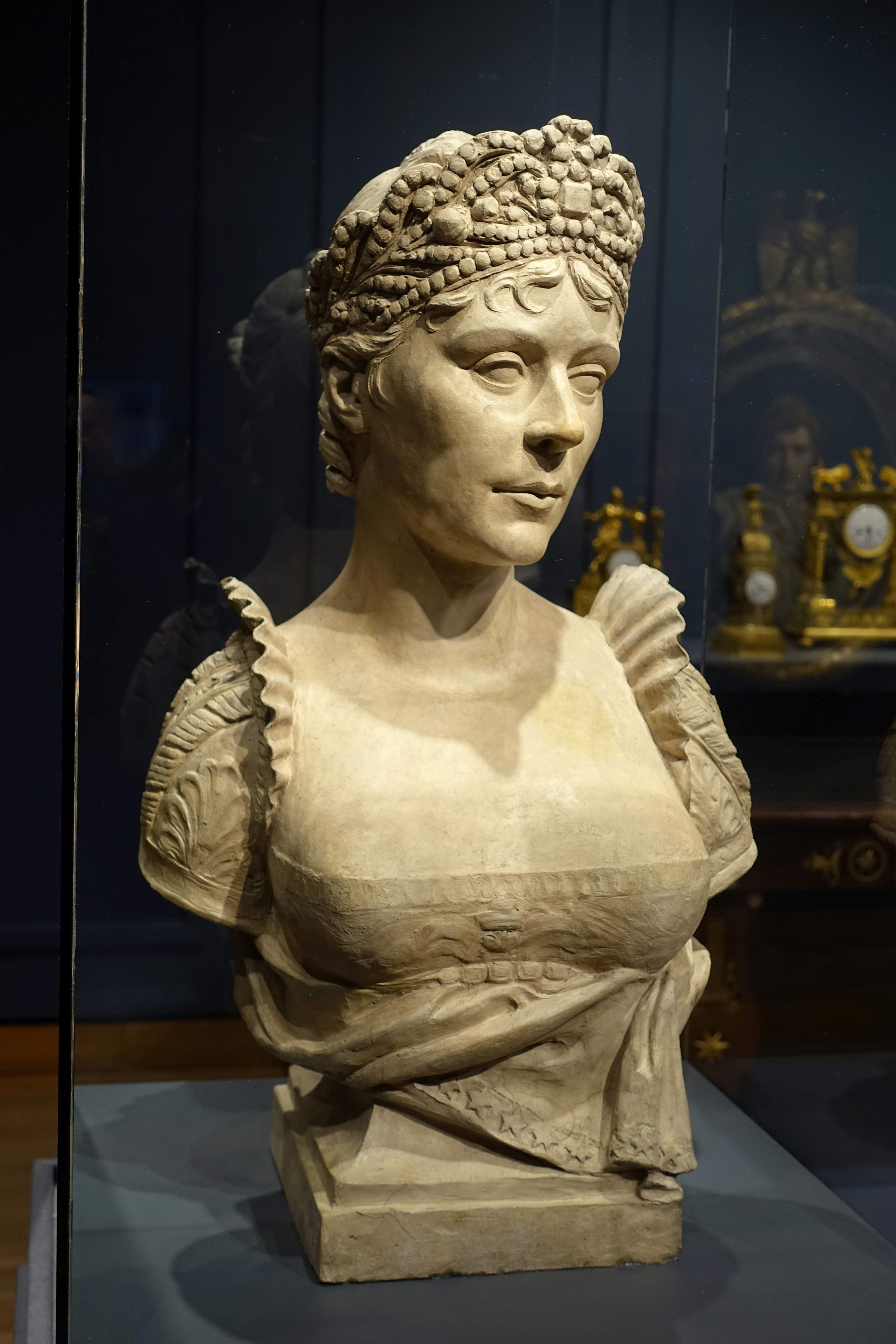
ナポレオンの最初の妻ジョゼフィーヌ・ド・ボアルネの胸像 (c.1808) ヴィクトリア&アルバート博物館
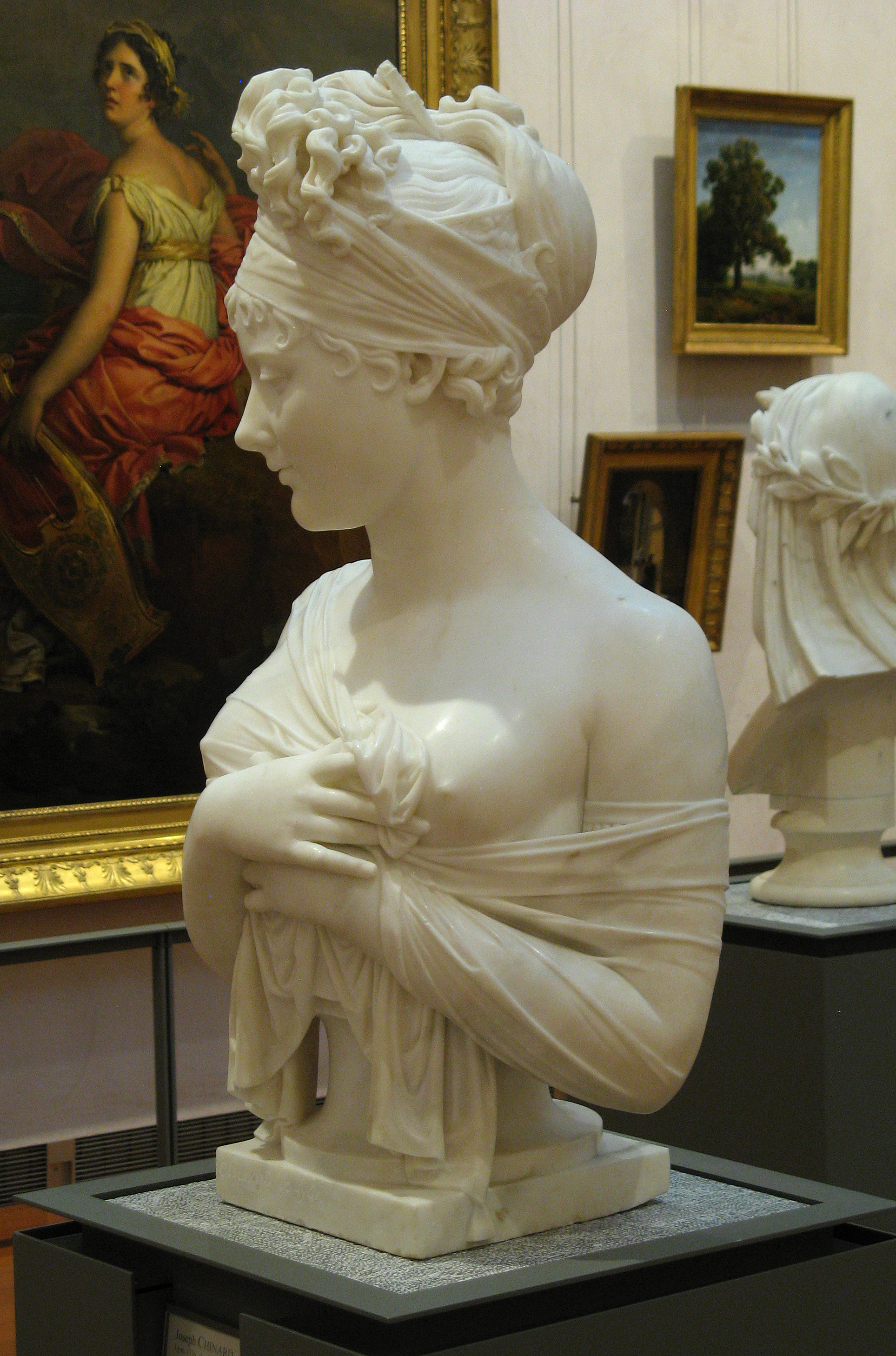
レカミエ夫人の彫像(1805/1806) リヨン美術館
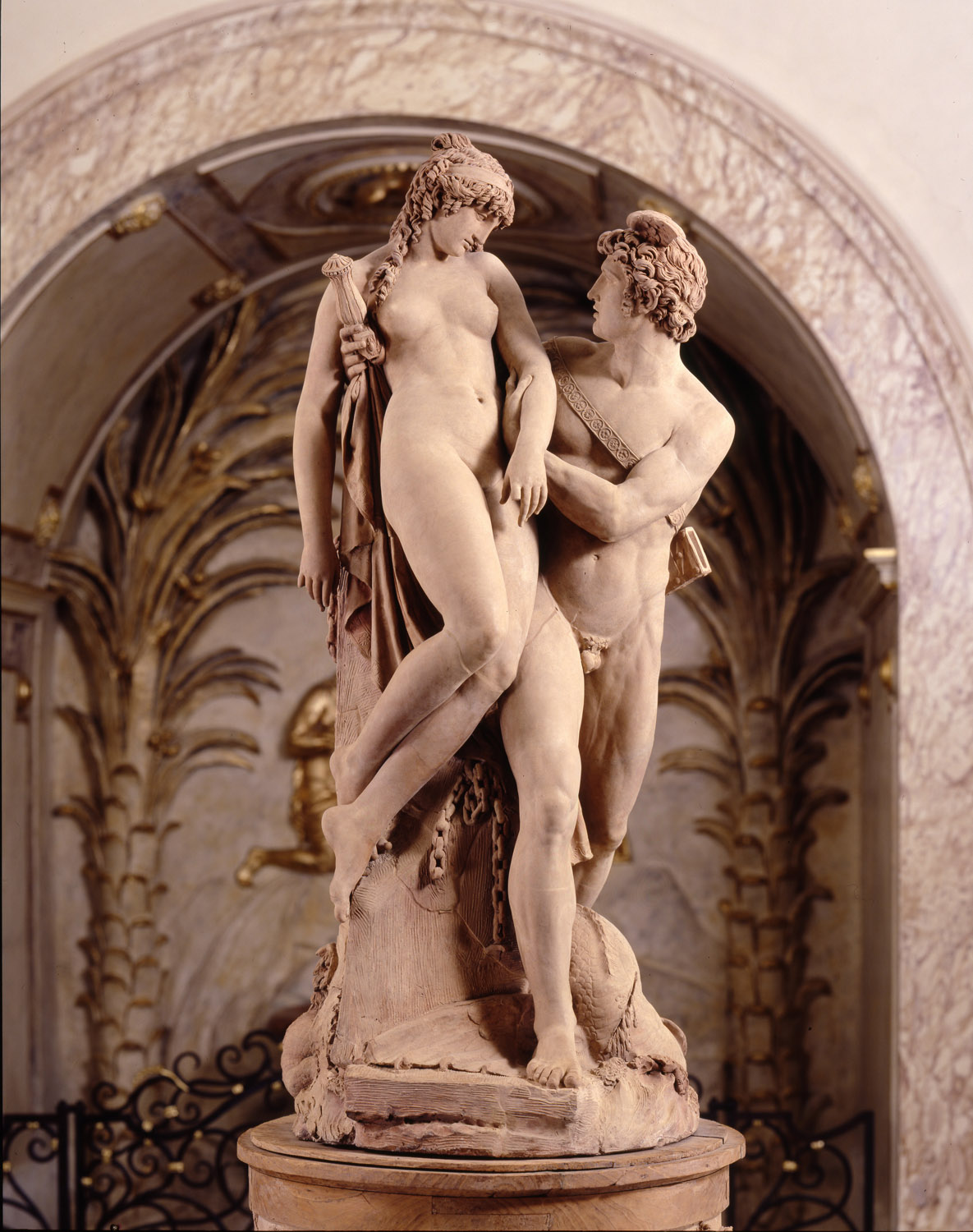
リヨンの「ペルセウスとアンドロメダ」(1791)
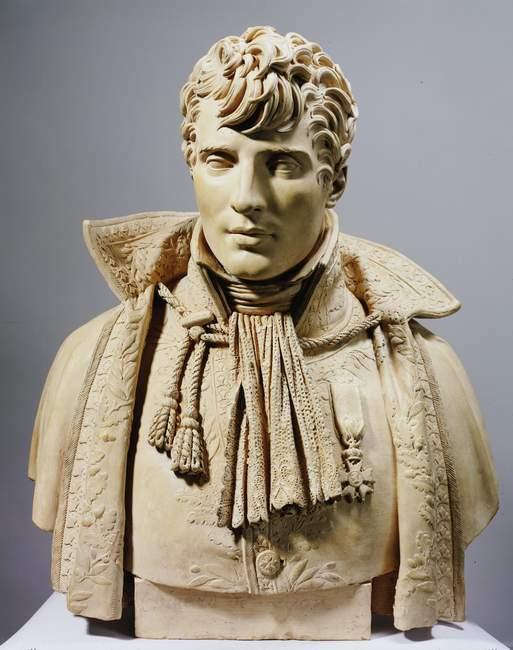
ナポレオン時代の役人、Étienne Vincent de Marniola (1809) フリック・コレクション